# Johan Ribbing (1719–1788)
Johan Ribbing af Koberg, född 4 december 1719 i Göteborg, död 21 oktober 1788 i Björkviks församling, Södermanlands län, var en svensk friherre och hovfunktionär.

## Biografi
Johan Ribbing af Koberg föddes 1719 i Göteborg. Han var son till Bengt Ribbing af Koberg och Ulrika Eleonora Piper. Ribbing blev 11 oktober 1735 student vid Lunds universitet och 27 oktober 1741 hovjunkare. Han tjänstgjorde 8 maj 1751 hos kungen och blev 14 maj 1753 kammarherre hos drottningen. Ribbing blev 12 mars 1763 hovmarskalk. Han avled 1788 på Hagebyberga i Björkviks socken.

### Egendom
Ribbing ägde Hagebyberga i Björkviks socken.

### Familj
Ribbing gifte sig 13 augusti 1753 med Johanna Catharina Gyllenkrok 1(1734–1792), dotter till hovjunkaren Axel Gyllenkrok och Lovisa Vilhelmina De Geer. De fick tillsammans barnen majoren Bengt Ribbing (1754–1811) och löjtnanten Axel Ribbing (1760–1780) vid Södermanlands regemente.